# Liste der Biografien/Stey
Liste der Biografien |
Portal Biografien |
Personensuche
# |
A |
B |
C |
D |
E |
F |
G |
H |
I |
J |
K |
L |
M |
N |
O |
P |
Q |
R |
S |
T |
U |
V |
W |
X |
Y |
Z |
?
 
Sa |
Sb |
Sc |
Sd |
Se |
Sf |
Sg |
Sh |
Si |
Sj |
Sk |
Sl |
Sm |
Sn |
So |
Sp |
Sq |
Sr |
Ss |
St |
Su |
Sv |
Sw |
Sy |
Sz
 
Sta |
Ste |
Sth |
Sti |
Stj |
Stl |
Sto |
Str |
Sts |
Stt |
Stu |
Stv |
Stw |
Sty
 
Stea |
Steb |
Stec |
Sted |
Stee |
Stef |
Steg |
Steh |
Stei |
Stej |
Stek |
Stel |
Stem |
Sten |
Steo |
Step |
Ster |
Stes |
Stet |
Steu |
Stev |
Stew |
Stey |
Stez
Die Liste der Biografien führt alle Personen auf, die in der deutschsprachigen Wikipedia einen Artikel haben. Dieses ist eine Teilliste mit 51 Einträgen von Personen, deren Namen mit den Buchstaben „Stey“ beginnt.

## Stey

### Steya
- Steyaert, Iniaz (* 1998), belgischer Eishockeyspieler
- Steyaert, Karin (* 1966), deutsch-belgische Volleyballspielerin
- Steyaert, Lza (* 1980), spanisches Fotomodell und Schauspielerin
- Steyaert, René Léopold (1905–1978), belgischer Botaniker und Phytopathologe
- Steyaert, Sarah (* 1986), französische Regattaseglerin

### Steyb
- Steyber, Ottilie von (1804–1870), deutsche Erzieherin, Schulvorsteherin sowie Mitbegründerin der ersten deutschen Frauenbewegung

### Steye
- Steyer, Andre (* 1992), deutscher Schlagersänger
- Steyer, Christian (* 1946), deutscher Schauspieler, Sprecher, Musiker und Filmkomponist
- Steyer, Edith (* 1968), deutsche Jazzmusikerin (Saxophon)
- Steyer, Eduard (1850–1917), deutscher Maurermeister und Bauunternehmer in Leipzig
- Steyer, Ernst (1842–1900), deutscher konservativer Politiker, MdL (Königreich Sachsen)
- Steyer, Heinrich (1834–1887), deutscher konservativer Politiker, MdL (Königreich Sachsen)
- Steyer, Heinz (1909–1944), deutscher Arbeitersportler, Kommunist und WiderstandskämpferHeinz Steyer (1909–1944)

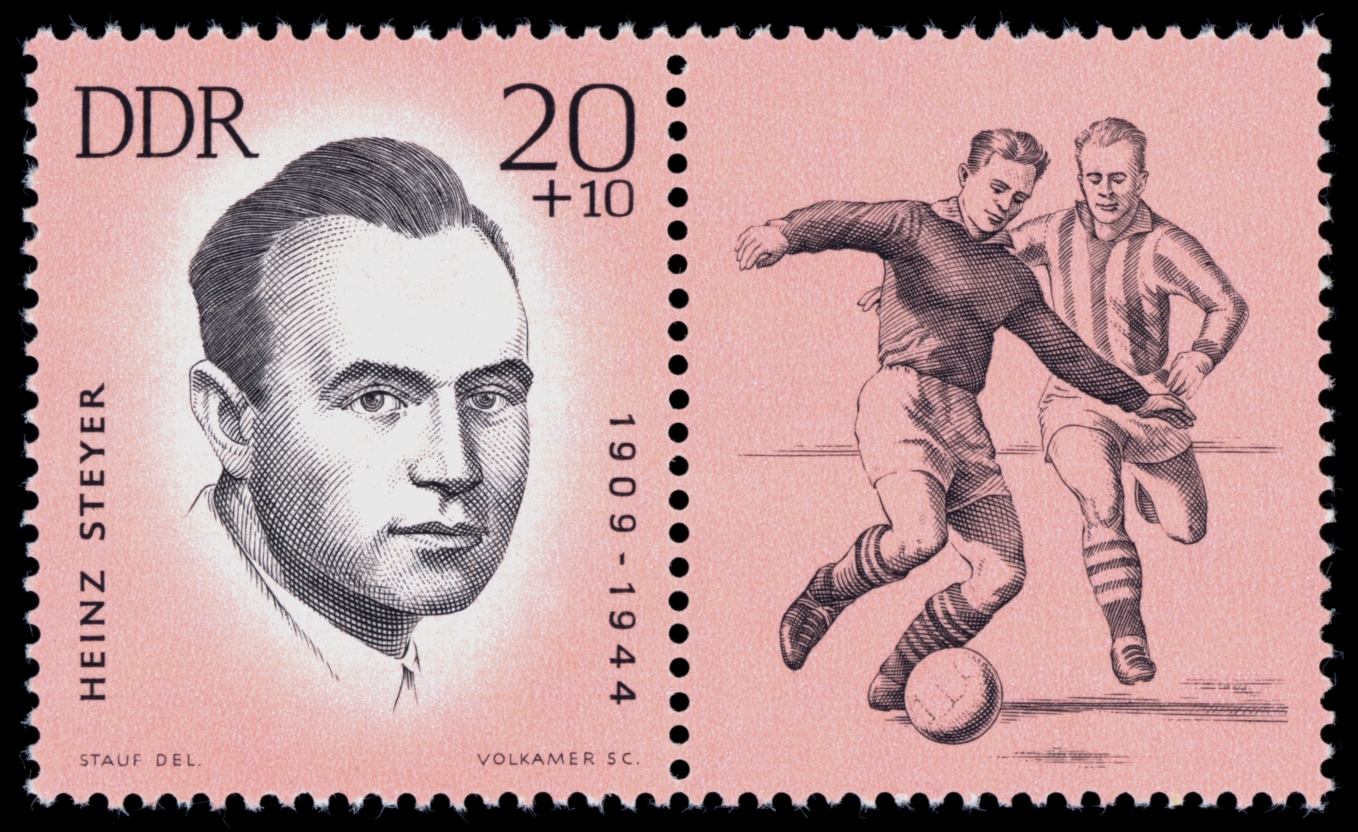
Heinz Steyer (1909–1944)

- Steyer, Jean-Sébastien (* 1972), französischer Paläontologe und Sachbuchautor
- Steyer, Joachim (* 1966), deutscher Politiker (AfD)
- Steyer, Johannes (1908–1998), deutscher Metallarbeiter und Maler der Konzentrationslagererfahrung
- Šteyer, Matěj Václav (1630–1692), tschechischer Jesuitenpater, Prediger, Pädagoge, Übersetzer und religiöser Schriftsteller
- Steyer, Philipp (1839–1907), deutscher konservativer Politiker, MdL (Königreich Sachsen)
- Steyer, Tom (* 1957), US-amerikanischer Fondsmanager, Philanthrop und Umweltschützer
- Steyerer, Anton (1673–1741), österreichischer Jesuit und Historiker
- Steyerl, Hito (* 1966), deutsche Videokünstlerin und AutorinHito Steyerl (* 1966)

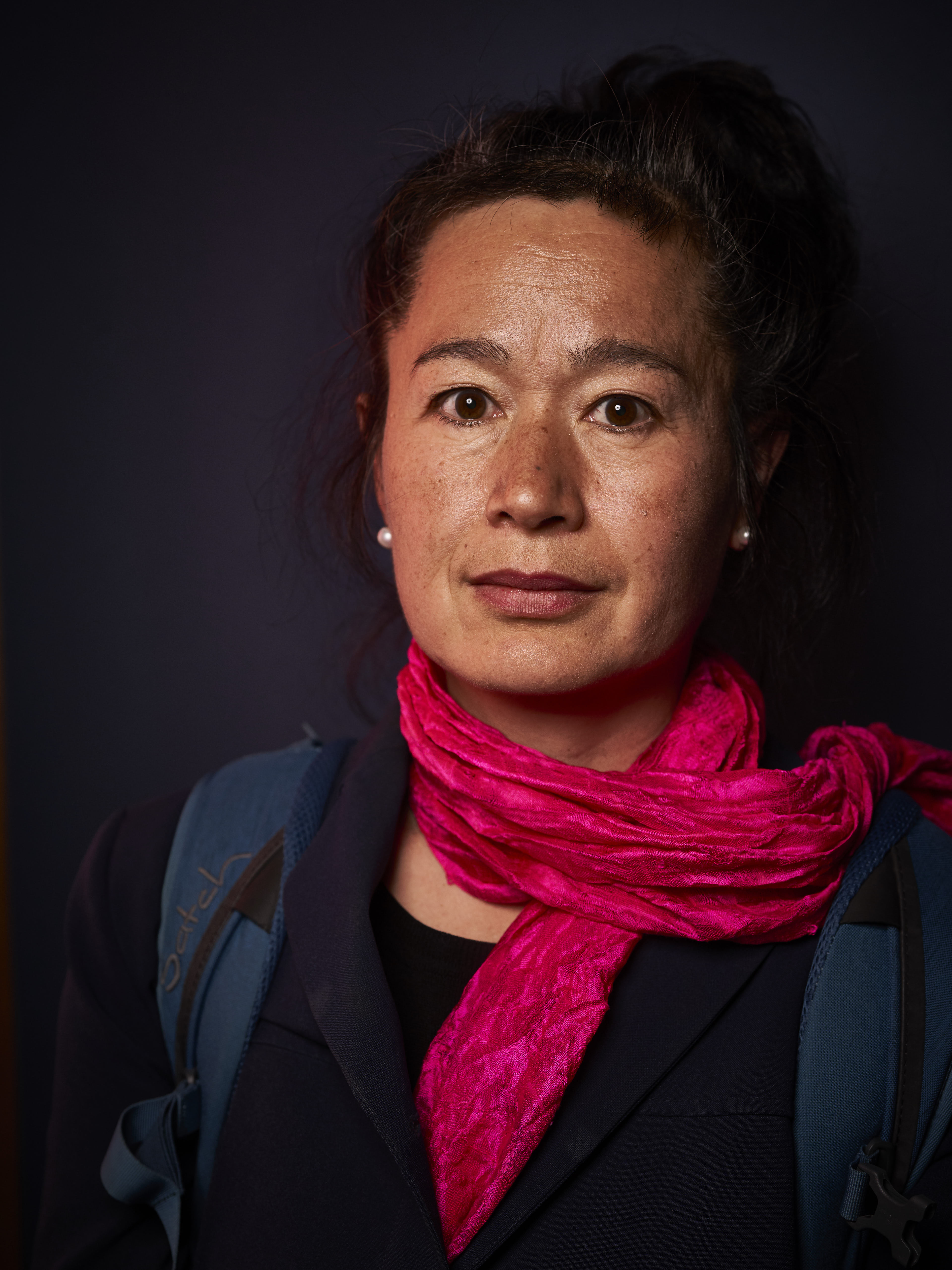
Hito Steyerl (* 1966)

- Steyermark, Julian Alfred (1909–1988), US-amerikanischer Botaniker

### Steyl
- Steylaerts, Raymond (1933–2011), belgischer Kunststoßer (Karambolage) und Weltmeister

### Steym
- Steymans, Hans Ulrich (* 1961), römisch-katholischer Theologe und Hochschullehrer

### Steyn
- Steyn, Beli (* 1992), deutsche Schauspielerin
- Steyn, Christo (* 1961), südafrikanischer Tennisspieler
- Steyn, Dale (* 1983), südafrikanischer Cricketspieler
- Steyn, François (* 1987), südafrikanischer Rugby-Union-Spieler
- Steyn, Gert J. (* 1962), südafrikanischer evangelischer Theologe
- Steyn, Hermanus Johannes († 1966), Politiker und Bürgermeister von Windhoek
- Steyn, Jacques (* 1954), niederländischer Kameramann
- Steyn, Johan, Baron Steyn (1932–2017), südafrikanisch-britischer Jurist
- Steyn, Luke (* 1993), simbabwischer Skirennläufer
- Steyn, Mark (* 1959), kanadischer Journalist, Kolumnist und Film- und Musikkritiker
- Steyn, Marliese (* 1973), südafrikanische Sprinterin
- Steyn, Marthinus Theunis (1857–1916), Staatspräsident des Oranje-Freistaats
- Steyn, Marthinus Theunis (1920–1998), südafrikanischer Richter und Generaladministrator von Südwestafrika
- Steyn, Morné (* 1984), südafrikanischer Rugby-Union-Spieler
- Steyn, Pieter (1706–1772), holländischer Ratspensionär (1749–1772)
- Steyn, Savannah (* 1996), britische Schauspielerin
- Steyn, Stella (1907–1987), irische Malerin, einzige irische Bauhaus-Schülerin
- Steyn, Yolanda (* 1972), südafrikanische Sprinterin
- Steynberg, Coert (1905–1982), südafrikanischer Bildhauer
- Steyndorffer, Maternus, deutscher Humanist und Dramenautor

### Steyr
- Steyrer, Anton (1873–1943), österreichischer Internist und Hochschullehrer
- Steyrer, Clemens (1834–1902), deutscher Jurist und Schriftsteller
- Steyrer, Günther (1931–1986), österreichischer Schulleiter, Mundartdichter und Komponist
- Steyrer, Hans (1849–1906), bayerischer Metzger und GastwirtHans Steyrer (1849–1906)

Hans Steyrer (1849–1906)

- Steyrer, Harald (* 1953), österreichischer Naturbahnrodler und Rennrodelfunktionär
- Steyrer, Kurt (1920–2007), österreichischer Politiker (SPÖ), Abgeordneter zum Nationalrat
- Steyrer, Philipp Jakob (1715–1795), deutscher Benediktiner, Abt des Klosters St. Peter auf dem Schwarzwald